# Sitklan Island

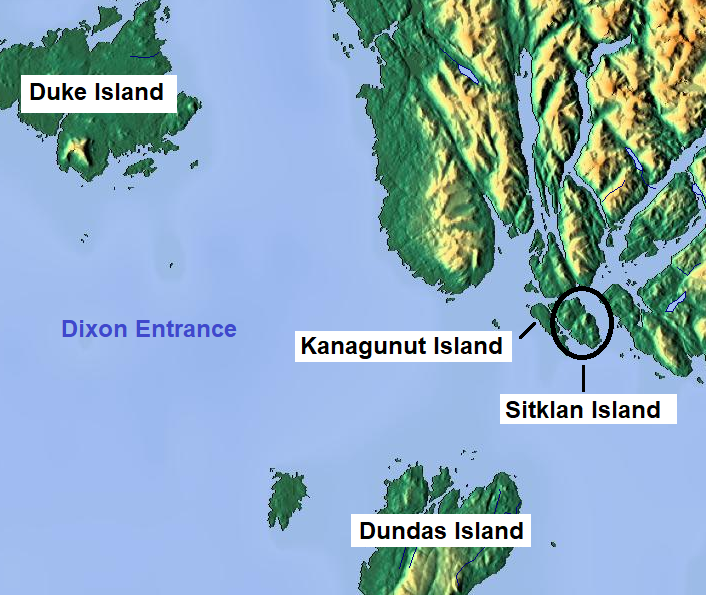
Sitklan Island omcirkeld

Sitklan Island is een eiland in de Alexanderarchipel in de Alaska Panhandle in het zuidoosten van Alaska in de Verenigde Staten.

## Geografie
Het eiland is ongeveer 5 kilometer lang (noordwest-zuidoost-as) en de maximale hoogte is 200 meter. Het is een van de zuidelijkste eilanden van Alaska en ligt ten zuiden van het vasteland van Alaska. Ten oosten ligt het Canadese Wales Island, ten westen het Kanagunut Island. Ten noorden van het eiland ligt de Sitklan Passage, ten oosten de Tongass Passage (met de maritieme grens tussen Canada en de Verenigde Staten), ten zuiden ligt de Chatham Sound en ten westen de Lincoln Channel.
Het eiland ligt in het Tongass National Forest.

## Geschiedenis
De naam is afgeleid van een Indiaanse naam gerapporteerd door G. Davidson uit de United States National Geodetic Survey in een publicatie uit 1869.